# Cohors I Sebastena

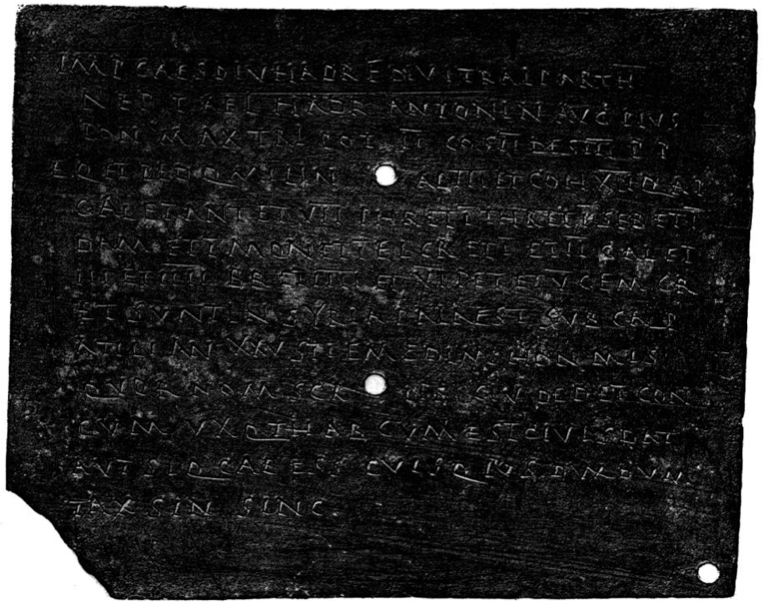
Das Militärdiplom des Jahres 139

Die Cohors I Sebastena (oder Sebastenorum) [milliaria] (deutsch 1. Kohorte aus Sebaste [1000 Mann]) war eine römische Auxiliareinheit. Sie ist durch Militärdiplome sowie durch Inschriften belegt.

## Namensbestandteile
- Sebastena: aus Sebaste. Die Soldaten der Kohorte wurden bei Aufstellung der Einheit aus der Stadt Sebaste und Umgebung rekrutiert. Im Osten des römischen Reiches wurden die dort neu aufgestellten Auxiliareinheiten gewöhnlich nach Städten benannt, auch wenn es Ausnahmen von dieser Praxis gab.[1]

- milliaria: 1000 Mann. Je nachdem, ob es sich um eine Infanterie-Kohorte (Cohors milliaria peditata) oder einen gemischten Verband aus Infanterie und Kavallerie (Cohors milliaria equitata) handelt, lag die Sollstärke der Einheit entweder bei 800 oder 1040 Mann. In den Militärdiplomen, in denen die Einheit als milliaria aufgeführt ist, wird statt milliaria das Zeichen {\displaystyle \infty } verwendet.

Da es keine Hinweise auf den Namenszusatz equitata (teilberitten) gibt, ist davon auszugehen, dass es sich um eine reine Infanterie-Kohorte (Cohors milliaria peditata) handelt. Die Sollstärke der Einheit lag daher bei 800 Mann, bestehend aus 10 Centurien mit jeweils 80 Mann.

## Geschichte
Der erste Nachweis der Einheit in der Provinz Syria beruht auf einem Militärdiplom, das auf das Jahr 88 datiert ist. In dem Diplom wird die Kohorte als Teil der Truppen (siehe Römische Streitkräfte in Syria) aufgeführt, die in Syria stationiert waren. Weitere Militärdiplome, die auf 91 bis 186 datiert sind, belegen die Einheit in Syria (bzw. ab 139 in der Provinz Syria Palaestina).
Auf den Militärdiplomen für die Provinz Syria ist die Einheit noch nicht als milliaria ausgewiesen. Wahrscheinlich wurde die Kohorte im Zusammenhang mit dem Partherkrieg Trajans zu einer Cohors milliaria erweitert.

## Standorte
Standorte der Kohorte in Syria sind nicht bekannt.

## Angehörige der Kohorte
Folgende Angehörige der Kohorte sind bekannt:

### Kommandeure
| - Gaius Avillius Maximus: er wird auf einem Diplom von 160 als Kommandeur genannt. - Celesticus, ein curator ripae superioris et inferioris, bevor er Kommandeur der Einheit wurde. (AE 1947, 172) | - L(ucius) Geminius Montanus, ein Präfekt (CIL 3, 2916) |

### Sonstige
- Vaxade,[5] ein Fußsoldat: ein Diplom von 160 (AE 2005, 1730) wurde für ihn ausgestellt.